# Graglia
Graglia (Graie) est une commune italienne de la province de Biella, dans la région Piémont.
Le village est célèbre pour son Mont Sacré et son sanctuaire.

## Administration
| Période                                  | Période | Identité | Étiquette | Qualité |
| ---------------------------------------- | ------- | -------- | --------- | ------- |
|                                          |         |          |           |         |
| Les données manquantes sont à compléter. |         |          |           |         |

### Communes limitrophes
Camburzano, Donato, Lillianes, Mongrando, Muzzano, Netro, Settimo Vittone, Sordevolo

## Personnalités liées à la commune
- Jean-François Campra, chirurgien et violoniste, père d'André Campra (1660-1744), compositeur de musique.